# Sobrado (A Coruña)
Sobrado egy község Spanyolországban, A Coruña tartományban. Sobrado Toques, Melide, Boimorto, Vilasantar, Curtis, Guitiriz és Friol községekkel határos. Lakosainak száma 1754 fő (2024).

## Népesség
A település népessége az utóbbi években az alábbiak szerint változott:
| Lakosok száma | 2468 | 2360 | 2289 | 2168 | 2087 | 1965 | 1882 | 1758 | 1778 | 1754 |
|               | 2001 | 2004 | 2006 | 2009 | 2011 | 2014 | 2016 | 2019 | 2021 | 2024 |